# Радужная щурка
Радужная щурка (лат. Merops ornatus) — птица рода щурок, семейства щурковых (Meropidae). Обитает в Австралии. Радужную щурку украшают многоцветные, яркие перья. Это небольшая и очень подвижная птица. Основной её пищей являются пчёлы, которых щурка перед тем как съесть удивительно ловко лишает опасного жала.

## Места обитания
Летом радужная щурка многочисленна на большей части территории Австралии и Тасмании, за исключением лесных областей. Она зимует на севере Австралии, в Новой Гвинее и на островах Индонезии.

## Образ жизни
Радужные щурки — общественные птицы. Только во время гнездового периода птицы держатся парами. Всей стаей радужные щурки устраиваются на ночлег в густом кустарнике или на больших деревьях. Эти «спальни» бывают настолько переполнены, что птицы касаются друг друга крыльями. Другое «общественное событие» — это принятие солнечных ванн. Птицы усаживаются на ветвях деревьев и подставляют лучам солнца свои спины. Щурки часто слетают с дерева на землю, где купаются в песке. Благодаря «песочным» процедурам они чистят перья и избавляются от паразитов. Щурки гнездятся в засушливых районах с редколесьем из листопадных деревьев.

## Пища
У радужных щурок есть привычка сидеть на телеграфных столбах или ветках засохших деревьев, откуда они наблюдают за потенциальной добычей. Птицы вертят головой в разные стороны, чтобы видеть всё вокруг себя и не прозевать пролетающих мимо насекомых. Радужные щурки узнают летящую пчелу на расстоянии 5-10 метров и немедленно бросаются на неё. Только самым ловким насекомым удаётся избежать клюва радужной щурки. Птицы, охотящиеся на пчёл, нечувствительны к их яду, однако, поймав пчелу, щурка сначала лишает её жала. Процедура по отделению жала проводится птицей на удивление ловко. Радужная щурка держит пчелу в клюве и потирает её брюшком о ветку, чтобы оторвать жало вместе с ядовитой железой. Неперевариваемые части добычи щурка отрыгивает.

## Размножение

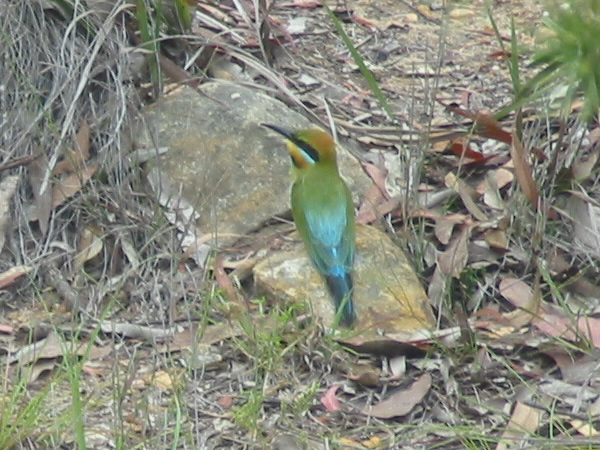

Радужные щурки образуют пары сразу же после возвращения на места гнездования. Птицы приветствуют друг друга радостными трелями. Частью брачного ритуала является показ взъерошенных перьев на голове и помахивание хвостом. Перед спариванием самец даёт самке символический подарок в виде пойманных насекомых. Обе птицы вместе выкапывают гнездовую нору. Самка после спаривания с перерывом в два дня откладывает по одному яйцу. Однако гнёзда радужных щурок часто разоряются хищниками, в результате гибнет вся кладка или вылупившиеся птенцы. Основные враги этих птиц — крупные ящерицы, дикие собаки и лисицы. Вылупившихся птенцов выкармливают оба родителя. Семья держится вместе даже после того, как птенцы становятся на крыло. Молодые птицы помогают своим родителям, а иногда и другим взрослым птицам выкармливать птенцов из следующей кладки.

## Как радужная щурка роет нору
Радужная щурка роет нору своим крепким и острым клювом. При этом она отбрасывает лапами взрыхлённую землю назад. Щурка может использовать одновременно обе лапы, потому что опирается о землю клювом и сгибами обоих крыльев. Большую часть работы проделывает самка, иногда она работает с таким азартом, что обрывает себе хвостовые перья и даже может их поломать. Радужная щурка может за день углубить нору на 8 см.

## Охрана
На большей части ареала радужная щурка довольно многочисленна, кроме того, постепенно птица осваивает всё новые регионы.

## Интересные факты
- Местные жители называют радужную щурку «радужной птицей», «острохвостом», «золотоискателем» и даже «зимородком».
- В одном гнезде, найденном на юге Австралии, были обнаружены 4 птенца и две взрослые радужные щурки, а рядом 18 птенцов ласточки, мирно сидящих рядом друг с другом.
- Пчёлами и осами питаются осоед и медоуказчик. Осоеды поедают личинок, куколок пчёл и мёд. Медоуказчик приводит к гнезду медоеда, а иногда и человека.
- Когда взрослая радужная щурка улетает из норы, или возвращается обратно, её тело так плотно прилегает к стенкам туннеля, что птица проталкивает внутрь свежий воздух или выталкивает наружу использованный.
- Щурки родственны зимородкам, удодам, ракшам и птицам-носорогам.